# Lesothos Davis Cup-lag
Lesothos Davis Cup-lag styrs av Lesothos lawntennisförbund och representerar Lesotho i tennisturneringen Davis Cup. Lesotho debuterade i sammanhanget år 2000 och har bland annat slutat fyra i Europa-Afrikazonens Grupp IV åren 2000 och 2001.